# Stebník
Stebník (węg. Esztebnek, do 1899 Sztebnik) – wieś (obec) na Słowacji w kraju preszowskim, powiecie Bardejów. Pierwsza wzmianka o Stebníku pojawiła się w 1414.
W Stebníku znajduje się greckokatolicka cerkiew z 1838. W miejscowości urodził się Andrij Sawka (Jędrzej Sawka, Spiszak, Owczarz, Janek ze Stebnika), zbójnik (tołhaj), uczestnik chłopskiego powstania Kostki-Napierskiego w 1651 r.